# Wellmitz
Wellmitz (niedersorbisch Wjelmice) ist ein Dorf im Südosten des Bundeslandes Brandenburg im Landkreis Oder-Spree. Seit 2001 gehört es als Ortsteil zur Gemeinde Neißemünde.

## Geografie
Wellmitz mit seinen etwas mehr als 900 Einwohnern liegt etwa 13 Kilometer nördlich von Guben und zirka 4 Kilometer westlich der Oder.

## Geschichte

### Von der Ersterwähnung bis zum 21. Jahrhundert

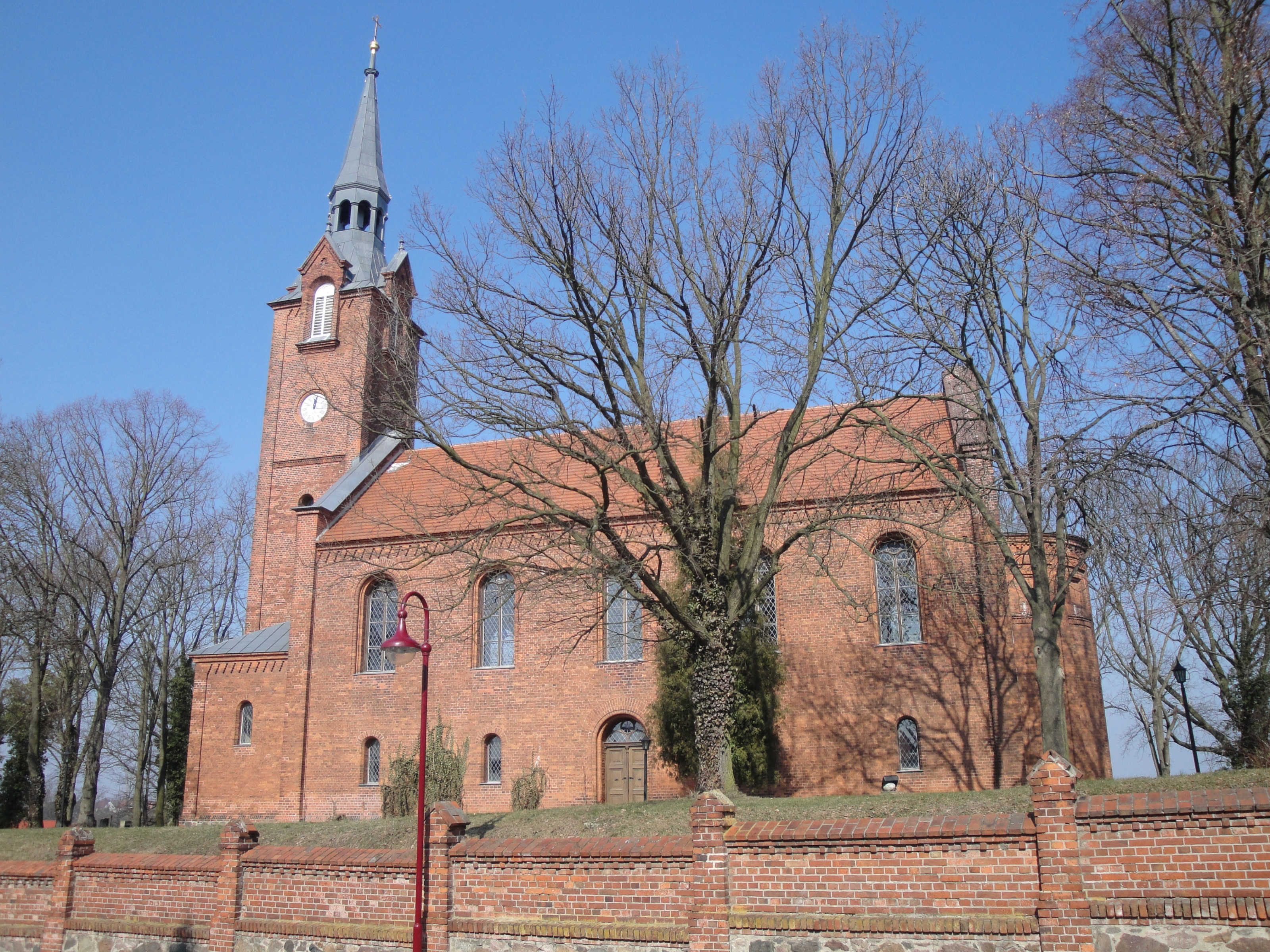
Evangelische Kirche in Wellmitz

Im Jahr 1300 wurde Welmenicz erstmals in einer von Markgraf Diezmann ausgestellten Urkunde für das Kloster Neuzelle erwähnt. Im Jahr 1370 bestätigte Karl IV. in einer Urkunde Wellmitz als Gründungsdorf für das Kloster Neuzelle.
Wellmitz erhielt 1846 einen Haltepunkt der Niederschlesisch-Märkischen Eisenbahn.
Im Jahr 1848 vernichtete in der Nacht vom 5. zum 6. April ein großer Brand 38 Gehöfte des Ortes, zwei Menschen kamen dabei ebenfalls um. Auch die damalige Kirche mit ihren zwei schindelgedeckten hölzernen Türmen sowie das Pfarr- und Schulgebäude brannten ab. Als Ursache wurde Brandstiftung vermutet, konnte jedoch nie endgültig geklärt werden.
Ab 1848 wurde die Kirche auf den Grundmauern des abgebrannten Gotteshauses als neugotischer Backsteinbau neu errichtet und 1854 geweiht.

Als ehemals selbstständige Gemeinde im Amt Neuzelle wurde Wellmitz am 31. Dezember 2001 ein Teil der Gemeinde Neißemünde.
Amtierende Bürgermeisterin des Ortes ist Ursula Donner.

### Einwohnerentwicklung
| Jahr      | 1875    | 1890    | 1910   | 1925   | 1933   | 1939   | 1992    | 1993    | 1994    | 1995    | 1996    |
| --------- | ------- | ------- | ------ | ------ | ------ | ------ | ------- | ------- | ------- | ------- | ------- |
| Einwohner | 1146 ** | 1225 ** | 1171 * | 1202 * | 1178 * | 1146 1 | 888 *** | 881 *** | 881 *** | 918 *** | 898 *** |

Quellen und Stichtage:

Landesbetrieb für Datenverarbeitung und Statistik Brandenburg, Historisches Gemeindeverzeichnis des Landes Brandenburg 1875 bis 2005 – Landkreis Oder-Spree (ohne 1939) 

1: Michael Rademacher: Deutsche Verwaltungsgeschichte von der Reichseinigung 1871 bis zur Wiedervereinigung 1990 
 *: jeweils zum 16. Juni des Jahres; **: jeweils zum 1. Dezember des Jahres; ***: jeweils zum 31. Dezember des Jahres

## Sehenswürdigkeiten

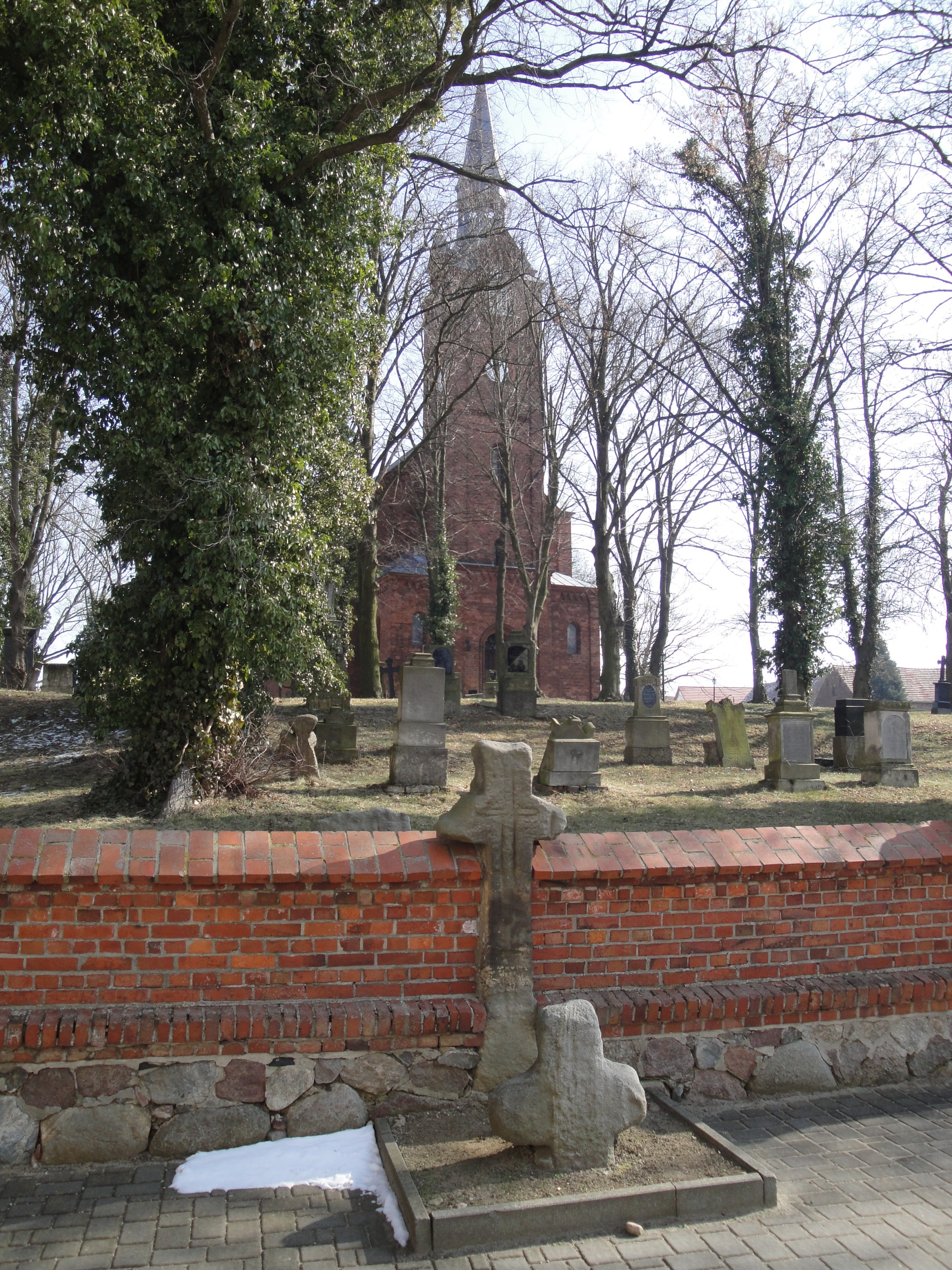
Sühnekreuze an der Friedhofsmauer

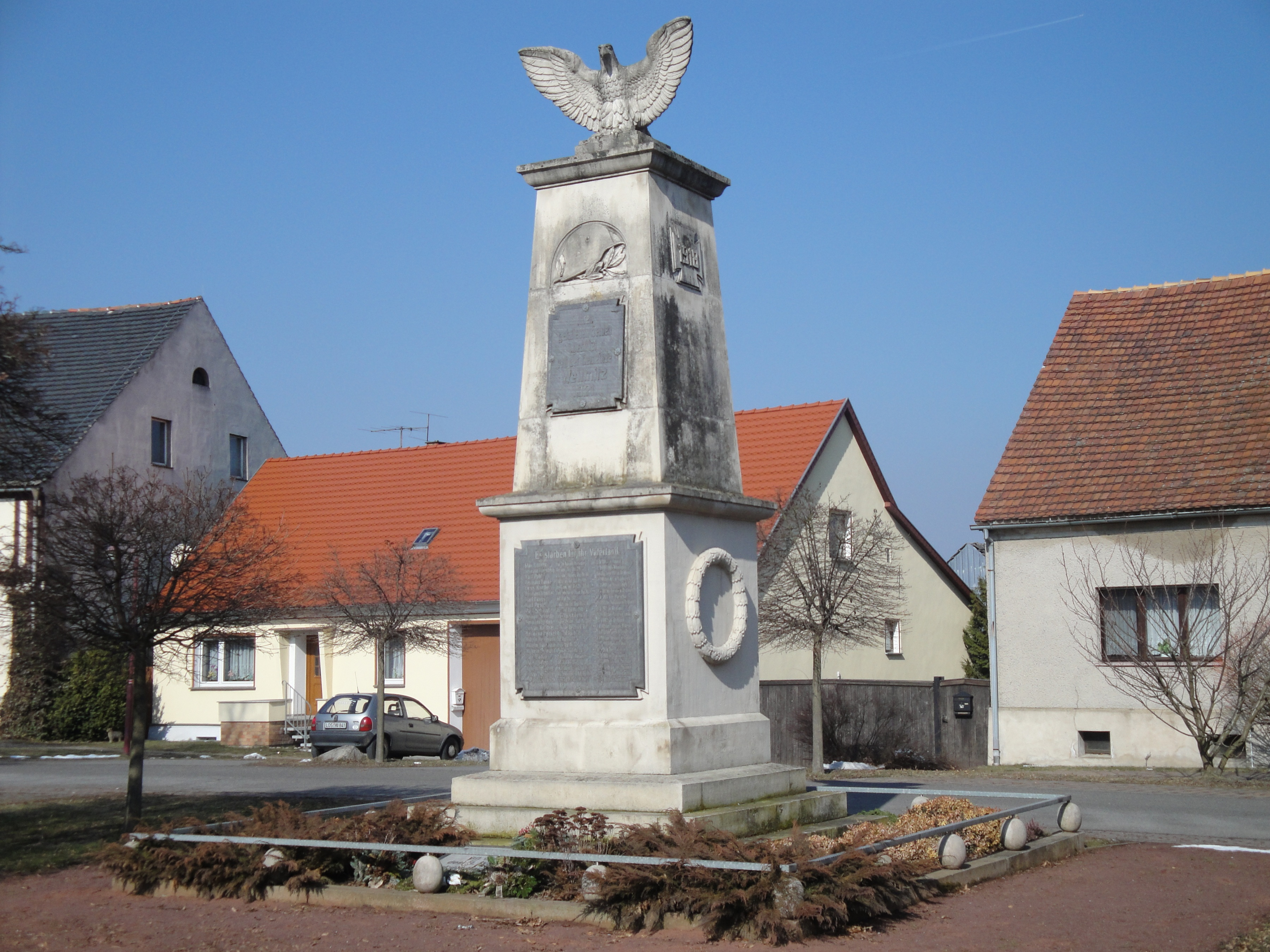
Kriegerdenkmal

### Kirche
Die heutige evangelische Kirche ist ein schlichter Backsteinbau mit Apsis und steht unter Denkmalschutz. Der quadratische Westturm ist 49 Meter hoch.

### Sühnekreuze
An der westlichen Friedhofsmauer befinden sich vier mittelalterliche Sühnekreuze. Einer alten Sage nach stritten sich die vier Söhne eines Großbauern um das Anwesen ihres Vaters unmittelbar am Kirchhof. Bei der gewalttätigen Auseinandersetzung wurden dem Jüngsten beide Beine abgeschlagen; dem Einen wurde der rechte Arm abgehauen und dem Dritten der Kopf. Der übriggebliebene vierte Sohn, der die Wirtschaft also erbte, ließ hier drei Steinkreuze setzen. Diese sind entsprechend der Sage mit Reliefs versehen: An dem einen Stein fehlen die Beine (es sind nur Kopf, Rumpf und Arme zu sehen); der andere hat bloß einen Arm; am dritten Stein fehlt der Kopf. In der Mauer des Kirchhofes ist ein viertes Kreuz mit einem eingemeißelten Schwert eingemauert.
Ein fünftes Kreuz, von dem ältere Quellen berichten, ist verschollen.

### Weitere Sehenswürdigkeiten
- Kriegerdenkmal
- Bauernhäuser der Jahrhundertwende 1900 mit Fassadenschmuck, die Häuser in der Lindenstraße 9 und 11 gehören zu den Baudenkmalen in der Gemeinde Neißemünde
- Sandsteinwappen des Abtes Martinus (1727–1741) am Giebel der Scheune des ehemaligen Schmidtschen Gasthofs

## Verkehr

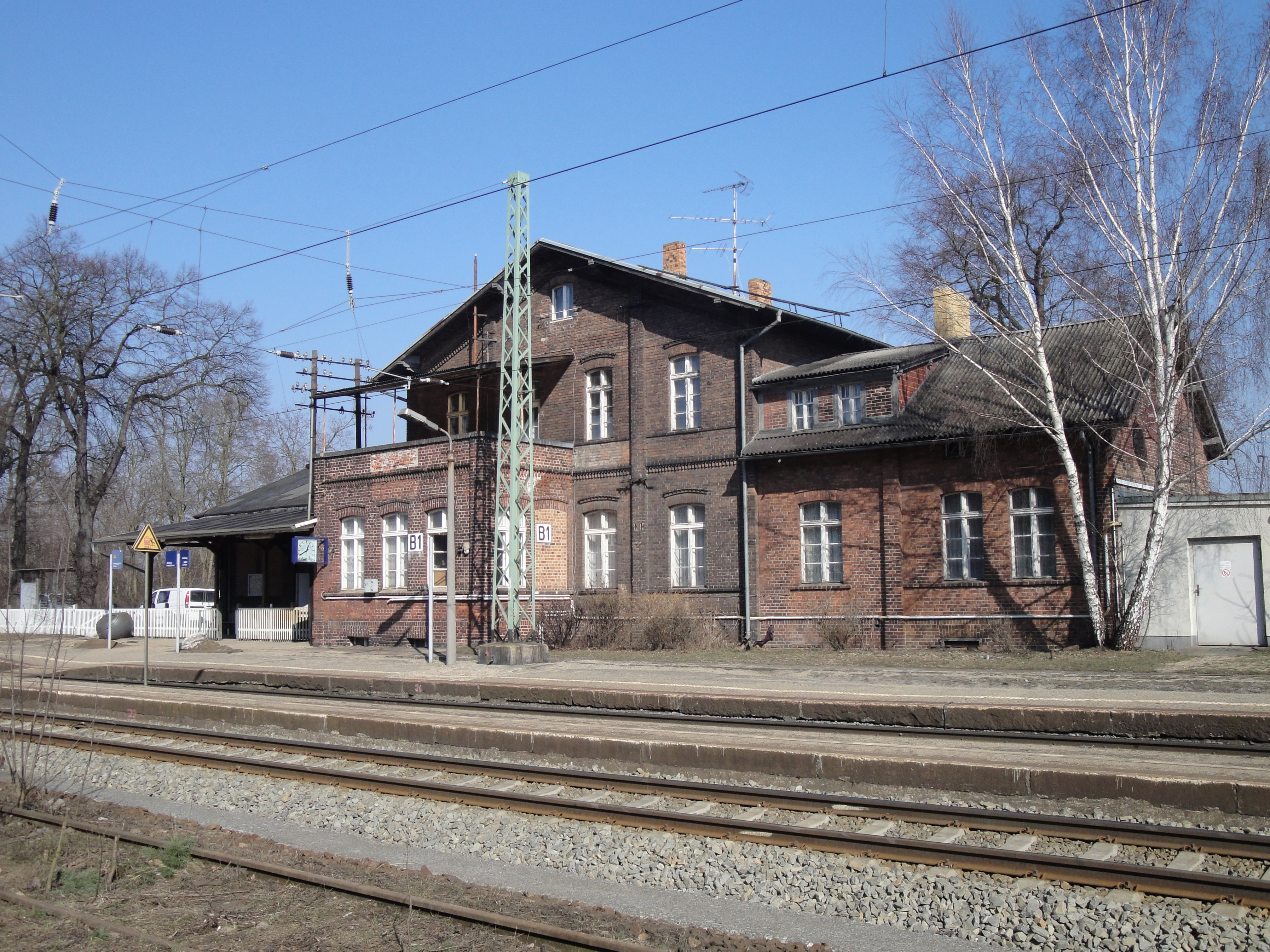
Bahnhof Wellmitz

Der Bahnhof Wellmitz liegt an der Niederschlesisch-Märkischen Eisenbahn. Die Deutsche Bahn bietet im Personenverkehr stündlich Verbindungen nach Frankfurt (Oder) über Eisenhüttenstadt und nach Cottbus über Guben an. Im 120-Minuten-Takt fahren die Züge bis nach Leipzig. Die verkehrenden Linien sind die Regionalbahn RB 43 (Frankfurt (Oder) – Falkenberg (Elster)) sowie der Regionalexpress RE 10 (Frankfurt (Oder) – Leipzig).
Die Bundesstraße 112 führt in etwa zwei Kilometer Entfernung am Ort vorbei.

## Persönlichkeiten des Dorfes
- Martinus Graff (1678–1741), in Wellmitz geboren, Abt im Kloster Neuzelle von 1727 bis 1741
- Hermann Grosse (1854–1933), Prähistoriker, wuchs in Wellmitz auf